# Cho Eun-Jung
Cho Eun-Jung, född den 22 september 1971, är en sydkoreansk landhockeyspelare.
Hon tog OS-silver i damernas landhockeyturnering i samband med de olympiska landhockeytävlingarna 1996 i Atlanta.